# Betageri, Gokak
Betageri là một làng thuộc tehsil Gokak, huyện Belgaum, bang Karnataka, Ấn Độ.